# 亞美尼亞禮天主教亞歷山大教區
亞美尼亞禮天主教亞歷山大教區（拉丁語：Eparchia Alexandrina Armenorum）是埃及一個東儀天主教教區（亞美尼亞禮），直屬基里基雅宗主教區。
教區成立於1885年，負責牧養埃及和蘇丹的信友。教座名義上駐於亞歷山卓，實際中心是首都開羅。2009年有一名司鐸、四個堂區、6,500名教友。現任教區主教為額我略·奧斯定·庫薩。